# Посередник (фільм, 1971)
«Посередник» (англ. The Go-Between) — британська романтична драма 1971 року, поставлена режисером Джозефом Лоузі за однойменним романом англійського письменника Л. П. Гартлі. Фільм отримав Золоту пальмову гілку 24-го Каннського кінофестивалю 1971 року.
У 1972 році стрічку було номіновано в 11-ти категоріях на здобуття Премії BAFTA Британської академії телебачення та кіномистецтва, у чотирьох з яких він отримав нагороди .

## Сюжет
Англія, літо 1900 року. 12-річний Лео гостює у свого однокласника Маркуса Модслі в його заміському будинку в Норфолці. Там він знайомиться з Меріан, старшою сестрою Маркуса. Вона заручена з багатим і знатним Г'ю Трімінґемом. Одного разу Меріан просить Лео віднести послання Теду Берджесу, фермерові, з яким у неї таємний роман. Лео розгублений: він не хоче брехати Г'ю, але в той же час не може відмовити і Меріан….

## У ролях
| Домінік Гард       | ···· | Лео Колстон, шкільний товариш Маркуса  |
| Джулі Крісті       | ···· | леді Меріан Трімінґем, до шлюбу Модслі |
| Едвард Фокс        | ···· | лорд Г'ю Трімінґем                     |
| Алан Бейтс         | ···· | Тед Берджес, фермер-орендар            |
| Майкл Гоф          | ···· | містер Модслі, батько Меріан           |
| Маргарет Лейтон    | ···· | місіс Модслі, мати Меріан              |
| Річард Гібсон      | ···· | Маркус Модслі, їхній син               |
| Симон Г'юм-Кенделл | ···· | Деніс                                  |
| Роджер Ллойд-Пек   | ···· | Чарлі                                  |
| Амарілліс Гарнетт  | ···· | Кейт                                   |
| Майкл Редгрейв     | ···· | Лео Колстон, через півстоліття         |
| Кейт Баклі         | ···· | Стаббс                                 |
| Джон Ріс           | ···· | Блант                                  |
| Гордон Річардсон   | ···· | ректор                                 |

## Визнання
| Нагороди та номінації фільму «Посередник» | Нагороди та номінації фільму «Посередник»         | Нагороди та номінації фільму «Посередник» | Нагороди та номінації фільму «Посередник» | Нагороди та номінації фільму «Посередник» | Нагороди та номінації фільму «Посередник» |
| Рік                                       | Кінофестиваль/кінопремія                          | Категорія/нагорода                        | Номінант                                  | Результат                                 |                                           |
| ----------------------------------------- | ------------------------------------------------- | ----------------------------------------- | ----------------------------------------- | ----------------------------------------- | ----------------------------------------- |
| 1971                                      | 24-й Каннський міжнародний кінофестиваль          | «Золота пальмова гілка»                   | Посередник                                | Перемога                                  |                                           |
| 1971                                      | Спільнота кінокритиків Канзас-Сіті                | Найкраща акторка другого плану            | Маргарет Лейтон                           | Перемога                                  |                                           |
| 1972                                      | Премія «Оскар»                                    | Найкраща акторка в ролі другого плану     | Маргарет Лейтон                           | Номінація                                 |                                           |
| 1972                                      | Золотий глобус                                    | Найкращий зарубіжний англомовний фільм    | Посередник                                | Номінація                                 |                                           |
| 1972                                      | Премія BAFTA                                      | Найкращий фільм                           | Посередник                                | Номінація                                 |                                           |
| 1972                                      | Премія BAFTA                                      | Найкращий режисер                         | Джозеф Лоузі                              | Номінація                                 |                                           |
| 1972                                      | Премія BAFTA                                      | Найкраща акторка                          | Джулі Крісті                              | Номінація                                 |                                           |
| 1972                                      | Премія BAFTA                                      | Найкращий актор другого плану             | Едвард Фокс                               | Перемога                                  |                                           |
| 1972                                      | Премія BAFTA                                      | Найкращий актор другого плану             | Майкл Гоф                                 | Номінація                                 |                                           |
| 1972                                      | Премія BAFTA                                      | Найкраща акторка другого плану            | Маргарет Лейтон                           | Перемога                                  |                                           |
| 1972                                      | Премія BAFTA                                      | Найкращий дебют у головній ролі           | Домінік Гард                              | Перемога                                  |                                           |
| 1972                                      | Премія BAFTA                                      | Найкращий сценарій                        | Гарольд Пінтер                            | Перемога                                  |                                           |
| 1972                                      | Премія BAFTA                                      | Найкраща операторська робота              | Джеррі Фішер                              | Номінація                                 |                                           |
| 1972                                      | Премія BAFTA                                      | Найкраща робота художника-постановника    | Кармен Діллон                             | Номінація                                 |                                           |
| 1972                                      | Премія BAFTA                                      | Найкращий дизайн костюмів                 | Джон Фернісс                              | Номінація                                 |                                           |
| 1972                                      | Премія BAFTA                                      | Найкращий звук                            | Гарт Кравен, Пітер Гендфорд, Г'ю Стрейн   | Номінація                                 |                                           |
| 1972                                      | Італійський національний синдикат кіножурналістів | Найкращий іноземний режисер               | Джозеф Лоузі                              | Номінація                                 |                                           |
| 1972                                      | Національна рада кінокритиків США                 | Включення до ТОП-10 фільмів               | Посередник                                | Перемога                                  |                                           |
| 1972                                      | Премія Sant Jordi                                 | Найкращий іноземний фільм                 | Посередник                                | Перемога                                  |                                           |
| 1972                                      | Гільдія сценаристів Великої Британії              | Найкращий британський сценарій            | Гарольд Пінтер                            | Перемога                                  |                                           |